# 緑ケ丘 (生駒市)
緑ケ丘（みどりがおか）は、奈良県生駒市の町名。郵便番号630-0262。

## 地理
生駒市中部に位置し、北に新旭ケ丘、西旭ケ丘、西に軽井沢町、菜畑町、南に西菜畑町、東に中菜畑と接している。

## 歴史
昭和40年代から民間企業による宅地造成が開始された。
西側山沿いの土地も住宅地とする計画があったとみられるが、市がその土地を買収し、1978年（昭和53年）、緑ヶ丘中学校が設立された。

### 沿革
- 1973年（昭和48年） - 菜畑町の一部が緑ケ丘となる[7]。

## 世帯数と人口
2020年（令和2年）10月1日現在の世帯数と人口は以下の通りである。
| 町丁   | 世帯数  | 人口    |
| ------ | ------- | ------- |
| 緑ケ丘 | 525世帯 | 1,279人 |

### 人口の変遷
国勢調査による人口の推移。
| 1995年（平成7年）  | 1,199人 | [ 8 ]  |  |
| 2000年（平成12年） | 1,176人 | [ 9 ]  |  |
| 2005年（平成17年） | 1,134人 | [ 10 ] |  |
| 2010年（平成22年） | 1,167人 | [ 11 ] |  |
| 2015年（平成27年） | 1,184人 | [ 12 ] |  |

### 世帯数の変遷
国勢調査による世帯数の推移。
| 1995年（平成7年）  | 389世帯 | [ 8 ]  |  |
| 2000年（平成12年） | 380世帯 | [ 9 ]  |  |
| 2005年（平成17年） | 390世帯 | [ 10 ] |  |
| 2010年（平成22年） | 432世帯 | [ 11 ] |  |
| 2015年（平成27年） | 450世帯 | [ 12 ] |  |

## 事業所
2016年（平成28年）現在の経済センサス調査による事業所数と従業員数は以下の通りである。
| 町丁   | 事業所数 | 従業員数 |
| ------ | -------- | -------- |
| 緑ケ丘 | 7事業所  | 24人     |

## 交通

### バス
- 奈良交通
  - 旭ヶ丘線

## 施設
- 生駒市立緑ヶ丘中学校
- 緑ヶ丘美術館
- 真如庵